# Thomas Bagley (cầu thủ bóng đá)
Thomas H. Bagley là một cầu thủ bóng đá người Anh thi đấu ở vị trí outside right.

## Sự nghiệp
Sinh ra ở Birkenhead, Bagley thi đấu cho Bury, Bradford City và Stockport County. Với Bradford City, ông ra sân 31 lần ở Football League; ông cũng ra sân 6 trận tại Cúp FA.